# Zethenia
Zethenia là một chi bướm đêm thuộc họ Geometridae.

## Các loài
- Zethenia albonotaria
- Zethenia aritai
- Zethenia cathara
- Zethenia chosenaria
- Zethenia consociaria
- Zethenia contiguaria
- Zethenia crenulata
- Zethenia didyma
- Zethenia ferruginea
- Zethenia florida
- Zethenia grisearia
- Zethenia inaccepta
- Zethenia muscula
- Zethenia nesiotis
- Zethenia nonnotota
- Zethenia obscura
- Zethenia rufescentaria